# Robert Sobera
Robert Sobera (* 19. ledna 1991, Vratislav) je polský atlet, mistr Evropy ve skoku o tyči z roku 2016.

## Kariéra
Po řadě úspěchů v juniorských soutěžích poprvé startoval v seniorské kategorii na halovém mistrovství Evropy v roce 2013. Zde si vytvořil osobní rekord 571 cm a skončil šestý. Na halovém mistrovství Evropy v Praze v roce 2015 výkonem 580 cm obsadil čtvrté místo. Dosavadním největším úspěchem se pro něj stal titul mistra Evropy v soutěži tyčkařů na evropském šampionátu v Amsterdamu v roce 2016 výkonem 560 cm.

## Osobní rekordy
- hala – 581 cm, 14. únor 2015, Berlín
- venku – 580 cm, 2. září 2014, Chiari